# Pleurotopsis
Pleurotopsis là một chi nấm thuộc họ Tricholomataceae.